# Blake Crouch
Blake Crouch (* 15. října 1978, Statesville, Severní Karolína, USA) je americký bestsellerový prozaik a scenárista. Vystudoval anglistiku a tvůrčí psaní na univerzitě v Chapel HiIl. S rodinou žije v Coloradu.
Mezinárodní úspěch zaznamenal se svou thrillerovou trilogií Městečko Pines vydávanou mezi lety 2012 a 2014 a také její filmovou adaptací, kterou v roce 2015 publikovala jako seriál studia Fox. Další úspěšný román Temná hmota, který byl magazínem The Wall Street Journal zařazen mezi nejlepší thrillery roku 2016, plánuje filmově ztvárnit společnost Sony Pictures.
Další román Zhroucený čas vyšel v originále v roce 2019, v českém překladu následně o rok později.
Nejnovější Crouchův román nese název Upgrade, vyšel v roce 2022 v nakladatelství Ballantine Books a ve stejném roce byl vydán i v českém jazyce.

## Dílo

### Knihy, které vyšly v češtině
- Městečko Pines, 2013, 2018 (v originále 2012)
- Městečko Pines 2, 2019 (v originále 2013)
- Městečko Pines 3, 2020 (v originále 2014)
- Temná hmota, 2017 (v originále 2016)
- Zhroucený čas, 2020 (v originále 2019)[3]
- Upgrade, 2022 (v originále 2022)